# Santiuste de San Juan Bautista
Santiuste de San Juan Bautista est une commune de la province de Ségovie dans la communauté autonome de Castille-et-León en Espagne.

## Administration et politique

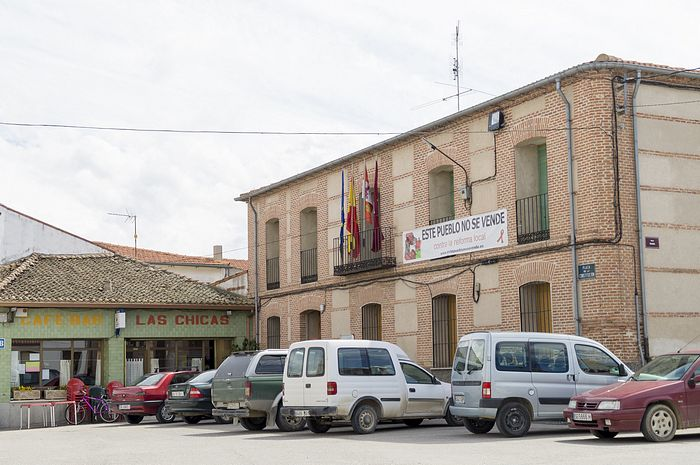
La mairie de Santiuste de San Juan Bautista.

## Sites et patrimoine
- Église San Juan Bautista
- Chapelle Nuestra Señora de Entre Ambos Caminos
- Couvent del Carmen

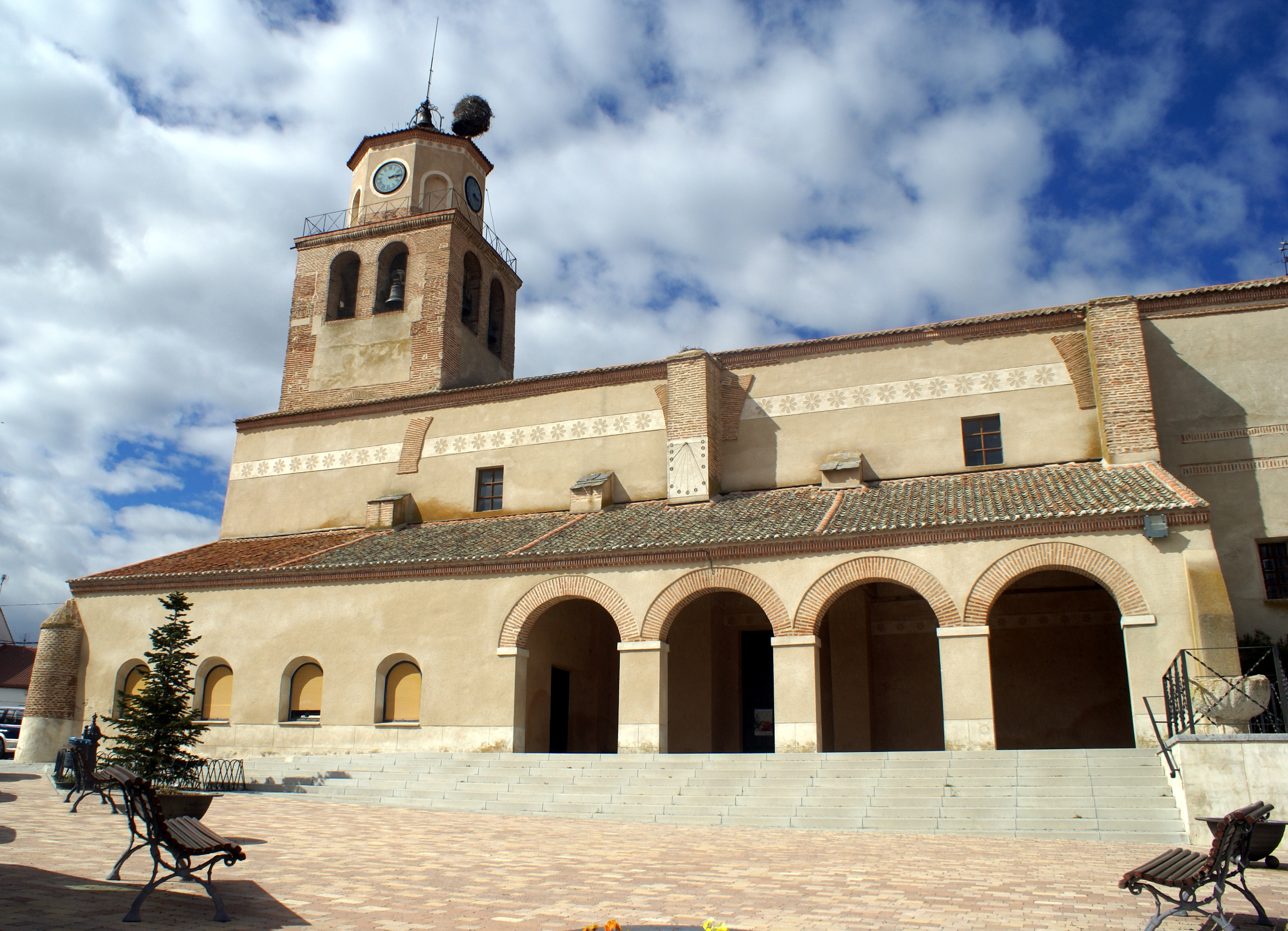
Église San Juan Bautista.
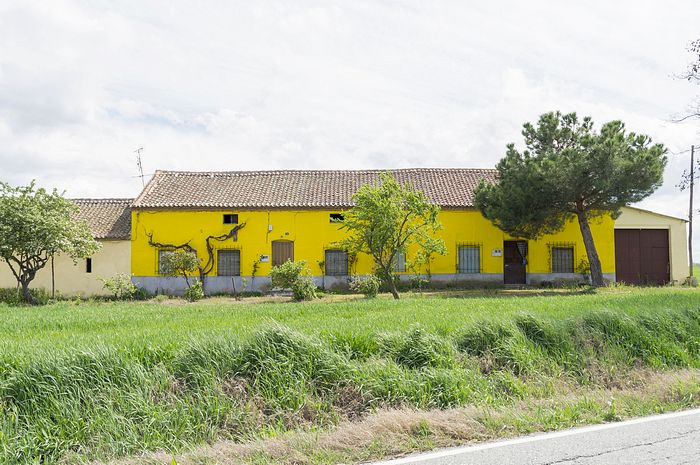
habitat typique de la région.
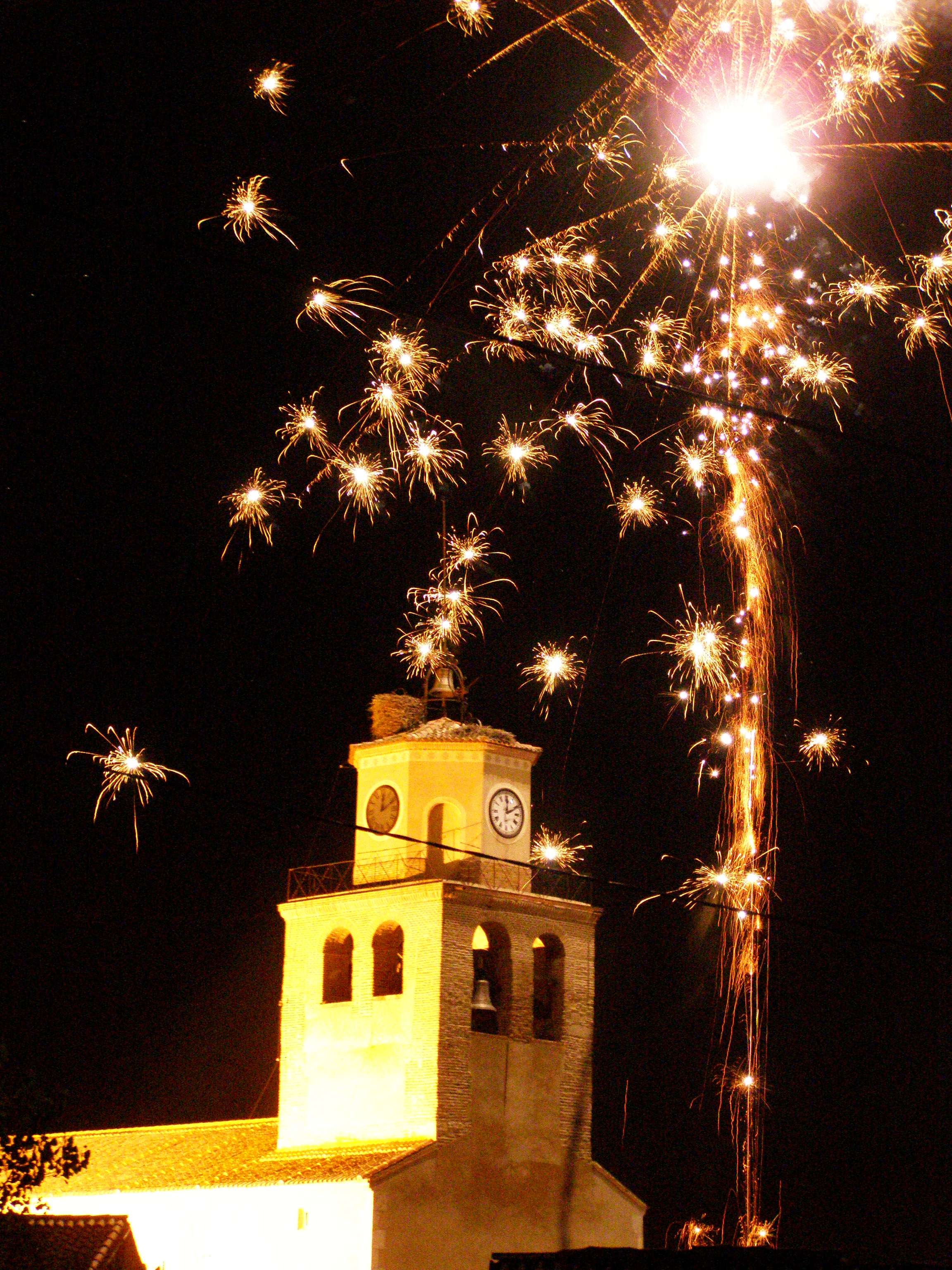
feu d'artifice lors des fêtes de 2008.